# Maalula
Maalula (arabisch معلولا, DMG Maʿlūlā, syrisch ܡܥܠܘܠܐ, neuwestaramäisch מעלולא, von aramäisch ܡܥܠܐ maʿlā, deutsch ‚Eingang‘) ist eine Ortschaft in Syrien. Sie liegt etwa 56 km nordöstlich von Damaskus im Qalamun-Gebirge, das zum Anti-Libanon zählt. Die Muttersprache der Bewohner Maalulas ist eine lokale Varietät des Neuwestaramäischen. In Maalula lebten im Jahr 2004 laut Zensus 2762 Menschen, zu etwa 70 % Christen, während es infolge von Zerstörung und Vertreibung im syrischen Bürgerkrieg im Jahr 2019 nur noch etwa ein Drittel davon waren.

## Die Christen des Ortes und ihre Kirchen

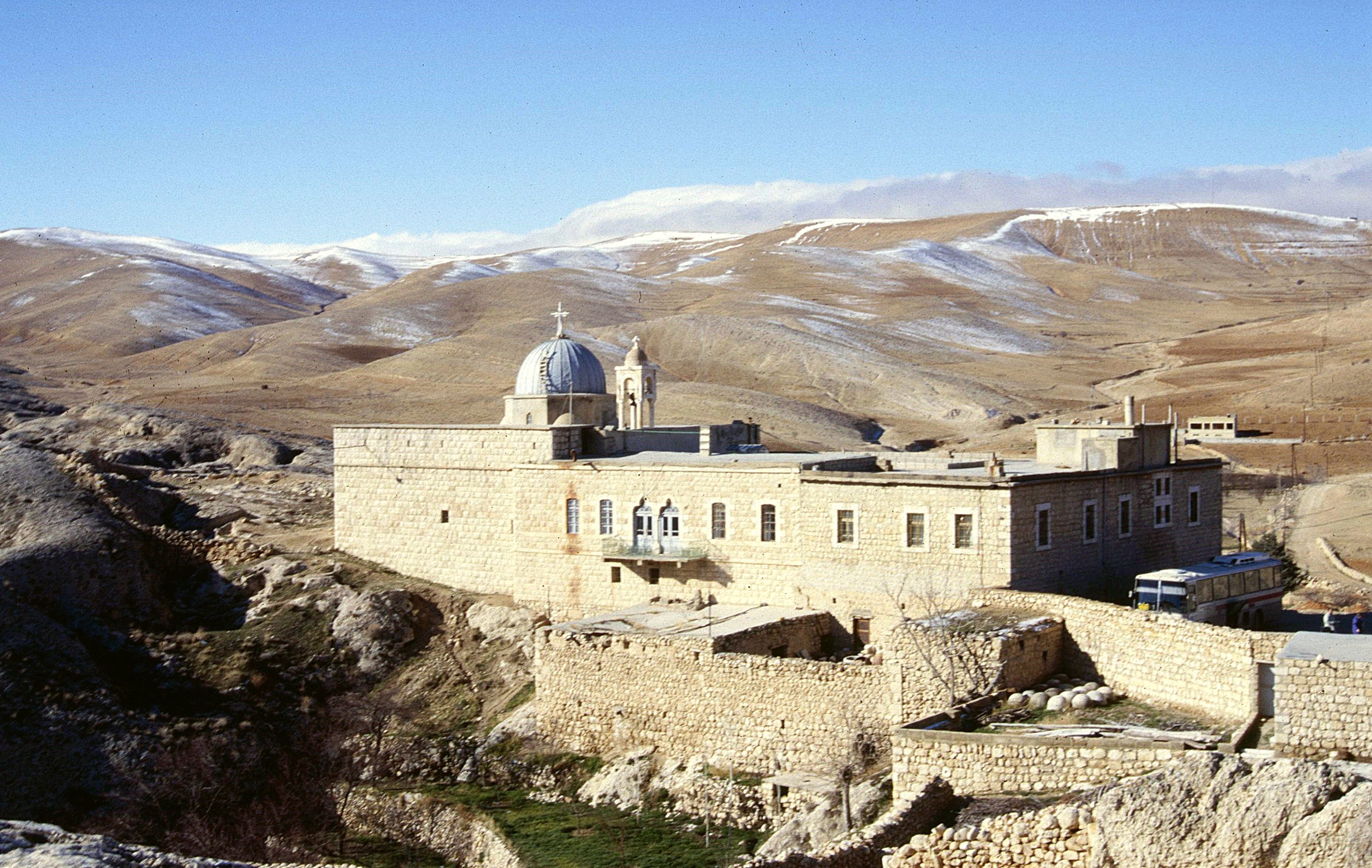
Kloster Mar Sarkis

Die Christen, die vor dem Bürgerkrieg zusammen etwa 70 % der Bevölkerung bildeten, gehören der melkitischen griechisch-katholischen Kirche und der griechisch-orthodoxen Kirche von Antiochien an. Maalula ist im Nahen Osten für die Feierlichkeiten zur Kreuzerhöhung am 14. September bekannt.
In der Ortschaft liegt das griechisch-orthodoxe Kloster Mar Thekla, das um die Grotte und das Grab (Maġarat Mār Taqlā) der Heiligen Thekla gebaut ist. Doch beanspruchte auch die einstige Kirche Ayathekla in Silifke in der Türkei, das Grab der Heiligen zu beherbergen.
Auf der Anhöhe oberhalb Maalulas befindet sich das wahrscheinlich im 4. Jahrhundert erbaute Kloster der Heiligen Sergius und Bacchus der melkitischen griechisch-katholischen Kirche, das den Märtyrern Sarkis (Sergius) und Bacchus geweiht ist. Ihr Gedenktag ist der 7. Oktober. Eine Besonderheit der Klosterkirche, von der die Überlieferung sagt, sie sei die älteste der Welt, ist die Altarplatte in Form eines heidnischen Opferaltars, das heißt, die Altarplatte ist so geformt, dass bei der Darbringung eines Schlachtopfers das Blut des Tieres aufgefangen wurde und an einer bestimmten Stelle der Steinplatte austrat. Dieser Teil des Gebäudes soll von einem heidnischen Tempel aus vorchristlicher Zeit stammen.
Der Ort wird von allen syrischen christlichen Konfessionen und von Christen aus dem Libanon besucht. Unter den Pilgern sind auch viele sunnitische Muslime. Westliche Touristen werden von der Bergkulisse und dem historischen Charakter Maalulas angezogen. 
Maalula ist der Geburtsort des syrischen Kurienbischofs François Abou Mokh im Melkitischen Patriarchat von Antiochien.

## Im syrischen Bürgerkrieg

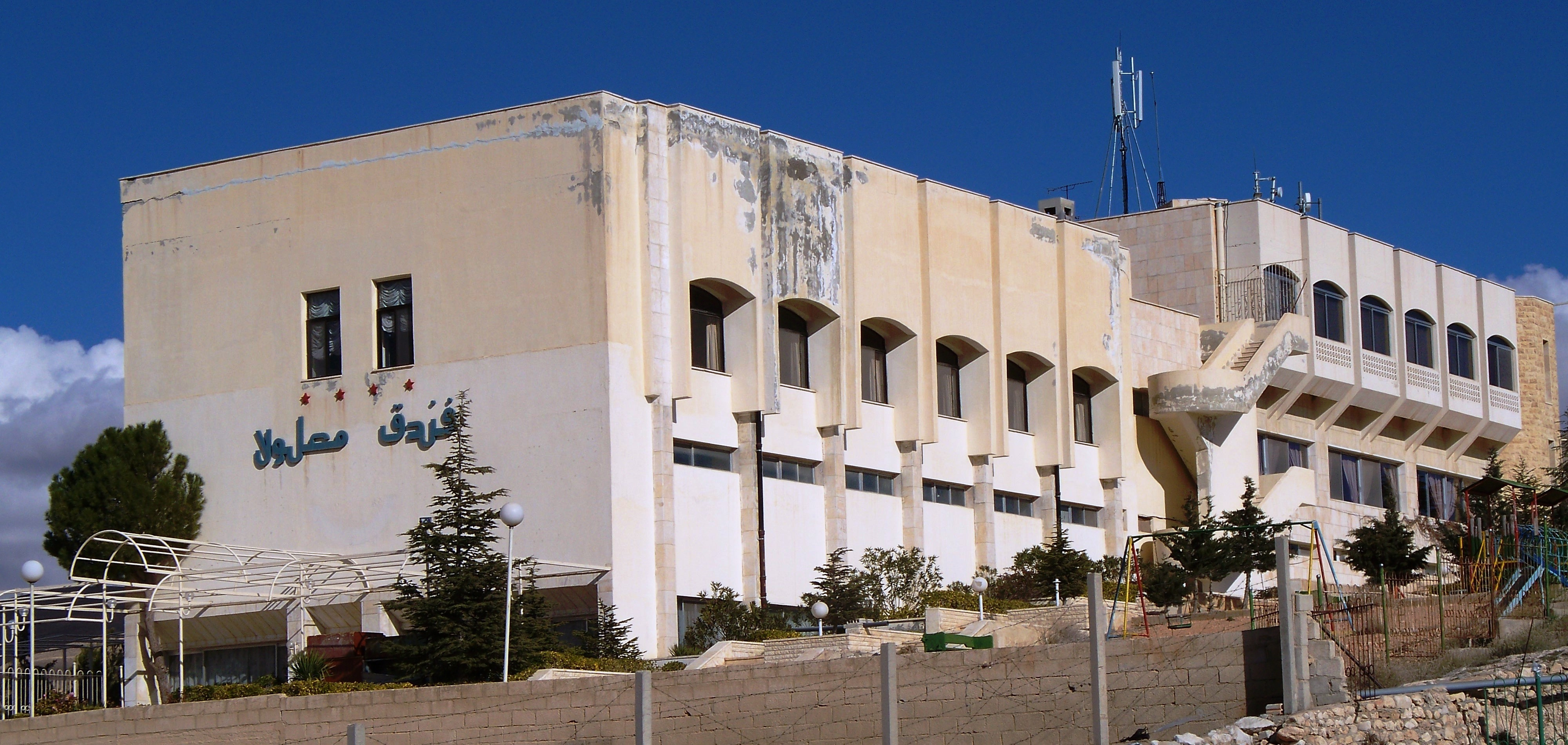
Hotel Safir über dem Ort Maalula, zerstört im September 2013

Im September 2013 wurde Maalula von Einheiten der islamistischen al-Nusra-Front angegriffen und eingenommen, woraufhin mehrere christliche Bewohner des Ortes exekutiert wurden. Sechs junge Christen wurden entführt und fünf von ihnen von Oppositionskräften hingerichtet, während es vom sechsten nie wieder ein Lebenszeichen gab. Drei der ermordeten Melkiten aus dem Kloster der Heiligen Sergius und Bacchus wurden am 13. September 2013 auf dem Friedhof der al-Zeitoun-Kirche in Damaskus beerdigt. Der syrischen Armee gelang es schließlich, die Angreifer zurückzuwerfen, wobei das neben dem melkitischen Kloster auf der Anhöhe gelegene Hotel Safir, das den Rebellen als Basis diente, dem Erdboden gleichgemacht wurde. Bemühten sich anfangs viele Christen, sich aus dem 2011 ausgebrochenen Bürgerkrieg herauszuhalten, so waren sie nun hineingezogen worden. Erneut nahmen die Islamisten den Ort am 21. Oktober 2013 ein, wobei 13 Menschen starben und zahlreiche verletzt wurden. Am 28. Oktober 2013 eroberten Regierungstruppen Maalula zurück.
Am 3. Dezember 2013 nahmen die al-Nusra-Rebellen den Ort abermals ein und nahmen 12 orthodoxe Nonnen als Geiseln. Diese wurden drei Monate lang in Yabrud gefangen gehalten, bis sie im Rahmen eines Gefangenenaustausches am 9. März 2014 freigelassen wurden, wobei auch 150 Frauen aus Regierungsgefängnissen frei kamen. Am 14. April 2014 gelang es den Regierungstruppen mit Unterstützung der Hisbollah, Maalula wieder einzunehmen und die al-Nusra-Islamisten zu vertreiben. Im Rahmen dieser Operation war kurz zuvor auch die nahegelegene Stadt Yabrud wieder unter Regierungskontrolle gelangt.
Bewohner von Maalula beteiligten sich auf der Seite der Regierungsarmee an der Verteidigung und Rückeroberung des Ortes, der durch die Kämpfe und Brandschatzungen der Rebellen schwere Verwüstungen erlitt. Mehrere Dorfbewohner fielen bei den Kämpfen. Die Haus auf Haus aus Holz und Lehm errichteten Gebäude im historischen Ortskern brannten nieder und wurden so großenteils vernichtet. Sie sind mit modernem Gerät nicht originalgetreu wiederherstellbar, da die Gassen nur mit Lasttieren zugänglich sind. Die Islamisten zerstörten darüber hinaus gezielt Kirchen und christliche Symbole. An den Sakralgebäuden konnten Teile der zerstörten Einrichtung seither repariert werden, so auch der zerbrochene Altar der Klosterkirche St. Sergius und Bacchus. Zerstörte Ikonen wurden teilweise durch Kopien ersetzt oder sollen ersetzt werden, wobei unter anderem ein Dokumentarfilm des Bayerischen Rundfunks von 2001 als Vorlage bei der Restaurierung dienen kann. An Stelle der zerstörten Ikonen im orthodoxen Kloster der Heiligen Thekla gibt es dort jetzt Ikonen aus Russland, die von russischen Offizieren und Soldaten gespendet wurden. Schwer beschädigt wurde bei den Kämpfen auch die Moschee von Maalula. In der Zeit der Besetzung des Ortes durch die Islamisten Ende 2013 gelang es den Melkiten, einen Teil ihrer Kunstschätze aus den Kirchen in Särgen versteckt in Sicherheit zu bringen.
Im Herbst 2014 wurde bekannt, dass die IS-Terrororganisation Ikonographie-Objekte aus Maalula in den internationalen Kunsthandel brachte, um Waffenkäufe zu finanzieren. Die Objekte stammten aus dem melkitischen Kloster St. Sergius und Bacchus. Fünf gestohlene Ikonen wurden im Januar 2018 an der syrisch-libanesischen Grenze beschlagnahmt und zunächst nach Damaskus und dann zurück nach Maalula gebracht.
Fast die gesamte christliche Bevölkerung Maalulas war zunächst vor den islamistischen Rebellen geflohen, überwiegend nach Damaskus und Umgebung. Erst nach der Rückeroberung Maalulas im April 2014 wurde ihre Rückkehr möglich. Bis Juni 2019 wurden 190 zerstörte Häuser neu errichtet, wobei die römisch-katholische Kirche Italiens Unterstützung leistete. 130 Gebäude lagen zu diesem Zeitpunkt noch in Trümmern oder befanden sich im Wiederaufbau, und von den mehr als 3000 christlichen Bewohnern, die vor dem Krieg dort lebten, wohnten nun rund 800 in Maalula. Das frühere Zusammenleben von Christen und Muslimen in Maalula wird als über Generationen hinweg friedlich beschrieben. Da jedoch muslimische Bewohner den Rebellen bei der Eroberung des Ortes behilflich waren und diese feierten, zweifeln nach Maalula zurückgekehrte Christen heute, ob ein konfliktfreies Zusammenleben dauerhaft möglich sein wird.
Im April 2017 wurden die Leichname von fünf der sechs im September 2013 durch al-Nusra in den Libanon entführten, gefolterten und getöteten Bewohner Maalulas im libanesischen Teil des Qalamun-Gebirges gefunden und nach Syrien zurückgebracht. Die Trauermesse in Damaskus wurde vom melkitisch-katholischen Patriarchen Gregor III. Laham geleitet, bevor die Toten nach Maalula überführt und dort bestattet wurden. Vier der Toten waren Melkiten, einer orthodox.
Joseph I., der Patriarch von Antiochien und dem Ganzen Orient und Oberhaupt der mit Rom unierten melkitischen griechisch-katholischen Kirche, äußerte 2018 gegenüber dem deutschen Journalisten Matthias Matussek angesichts der Verfolgung der Christen in Syrien seine Verärgerung über die „Christen im ahnungslosen Westen“, die „über die Zustände hier belogen“ würden.
Der melkitische Priester Taufik Eid von der St.-Georgs-Kirche des Klosters stellte heraus, dass Maalula einst die Koexistenz der Religionen widerspiegelte und militärisch-strategisch keine Bedeutung hatte. Nach seinen Worten ging es den islamistischen Rebellen darum, gezielt einen symbolischen Ort des Christentums und der aramäischen Sprache zu zerstören.

### Rückkehr der Bevölkerung und Versorgungslage
Nach der Vertreibung der Islamisten kehrte die christliche Bevölkerung nur zögerlich zurück, während die muslimische Minderheit ganz fortblieb. Zu Weihnachten 2020 wurde die Bevölkerung auf etwa 2000 Personen beziffert und im folgenden Sommer auf das Doppelte. Die Versorgungslage ist infolge von Wirtschaftssanktionen des Westens gegen den syrischen Staat schlecht, weshalb unter den Einwohnern Maalulas eine sehr kritische Haltung gegenüber den westlichen Ländern verbreitet ist.

### Das Verschwinden der aramäischen Sprache
Nach Angaben des aus Maalula stammenden Sprachforschers George Saarur ist das Westaramäische, das nur noch in Maalula und zwei weiteren Dörfern gesprochen wurde, infolge der Kriegswirren im Aussterben begriffen. Ein Großteil der jungen Christen Maalulas lebe heute in Damaskus und anderen Orten, in denen das Aramäische im öffentlichen Leben keine Rolle spiele und nicht mehr an die Kinder weitergegeben werde, die nun ausschließlich mit Arabisch aufwüchsen. Nach Saarur sprechen 80 % der Christen von Maalula kein Aramäisch mehr, und die restlichen 20 % sind bereits über 60 Jahre alt. Der 80-jährige Bürgermeister von Maalula, Elias Thaalab, sieht die Bewahrung des Aramäischen als sehr wichtig an, räumt aber die mangelnden Sprachkenntnisse der jungen Menschen ein. Es gibt Versuche, Aramäischkenntnisse im Kindergarten zu fördern, doch besuchen diesen nur noch 30 Kinder, während es früher circa 100 waren.
Außer in Maalula wurde beziehungsweise wird Westaramäisch in zwei weiteren Dörfern gesprochen: in dem teils sunnitisch-muslimischen und teils christlich-orthodoxen Bacha’a (arabisch as-Sarcha) und im überwiegend muslimischen Jubb'adin. Bacha’a, von dem aus die Islamisten Maalula eroberten, wurde im Krieg völlig zerstört, und sämtliche Überlebenden flohen in andere Teile Syriens und den Libanon. Jubb'adin, in dem 75 Bewohner im Kampf gegen die Islamisten starben, fiel dagegen nie unter die Kontrolle der Rebellen und wurde nicht zerstört, sodass ein großer Teil seiner Bewohner im Ort geblieben ist. Somit ist Jubb'adin dasjenige der drei westaramäischsprachigen Dörfer, in dem das Aramäische zuletzt den geringsten Schwund verzeichnete.

## Wirtschaft
In der Umgebung von Maalula wird unter anderem Obst angebaut, besonders Äpfel.

## Literarische Verarbeitung
Der Ort dient dem Schriftsteller Rafik Schami als einer der Schauplätze seines Romans Die dunkle Seite der Liebe. Überlieferte Geschichten aus Maalula erzählt Rafik Schami in Malula: Märchen und Märchenhaftes aus meinem Dorf (1987).